# Bladhorningar
Bladhorningar (Scarabaeidae) är en familj av skalbaggar.
Bladhorningar återfinns över hela världen och det finns omkring 30 000 arter. I Sverige återfinns 87 arter.
Familjen uppvisar stor variation i levnadssätt och utseende. Gemensamt är att arterna är bra på att gräva och har korta och kraftiga ben, ofta försedda med taggar. Ett utmärkande drag för familjen är att de yttersta segmenten på antennerna är bladformiga. Larven lever ofta under jord i rötter och en del arter kan göra skada på växter i trädgårdar. Andra platser som larven återfinns på är i ihåliga träd, i komposthögar och i spillning. 
Många välkända skalbaggsarter ingår i familjen, som exempelvis den sydamerikanska herkulesbaggen (16 centimeter lång), den afrikanska goliatbaggen som kan väga 100 gram, och den för forntida egyptier heliga skarabén som är en pillerbagge (Scarabaeus sacer), samt ollonborre.
Bladhorningar delas in i många underfamiljer, och det har länge pågått diskussion kring taxonomin. En del auktorer anser att en eller flera av underfamiljerna utgör egna familjer.

## Släkten inom familjen
Kladogram enligt Catalogue of Life
| - Acanthonitis - Afrodrepanus - Agamopus - Aliuscanthoniola - Allogymnopleurus - Allonitis - Alloscelus - Amietina - Amphiceratodon - Amphistomus - Anisocanthon - Anoctus - Anomiopsoides - Anomiopus - Anonthobium - Anonychonitis - Anoplodrepanus - Aphengium - Aphengoecus - Apotolamprus - Aptenocanthon - Apterepilissus - Aptychonitis - Arachnodes - Ateuchetus - Ateuchus - Attavicinus - Aulacopris - Baloghonthobium - Bdelyropsis - Bdelyrus - Besourenga - Bohepilissus - Bolbites - Boletoscapter - Bradypodidium - Bubas - Byrrhidium - Caccobiomorphus - Caccobius - Caeconthobium - Cambefortantus - Cambefortius - Canthidium - Canthochilum - Canthodimorpha - Canthon - Canthonella - Canthonidia - Canthonosoma - Canthotrypes - Cassolus - Catharsiocopris - Catharsius - Cephalodesmius - Chalcocopris - Chalconotus - Cheironitis - Chiron - Circellium - Cleptocaccobius - Clypeodrepanus - Copridaspidus - Copris - Coproecus - Coprophanaeus - Coptodactyla - Coptorhina - Cretorabaeus - Cretoscarabaeus - Cryptocanthon - Cyobius - Cyptochirus - Degallieridium - Delopleurus - Deltepilissus - Deltochilum - Deltorhinum - Demarziella - Dendropaemon - Diabroctis - Diastellopalpus - Dichotomius - Dicranocara - Digitonthophagus - Diorygopyx - Disphysema - Dorbignyolus - Drepanocerus - Drepanoplatynus | - Drepanopodus - Dwesasilvasedis - Endroedyolus - Ennearabdus - Eodrepanus - Epactoides - Epilissus - Epirinus - Escarabaeus - Eucranium - Eudinopus - Euoniticellus - Euonthophagus - Eurysternus - Eusaproecius - Eutrichillum - Falsignambia - Feeridium - Frankenbergerius - Garreta - Genieridium - Gilletellus - Glyphoderus - Gromphas - Gymnopleurus - Gyronotus - Hammondantus - Hansreia - Haroldius - Helictopleurus - Heliocopris - Heteroclitopus - Heteronitis - Heterosyphus - Holcorobeus - Holocanthon - Holocephalus - Homalotarsus - Homocopris - Homocorpis - Hypocanthidium - Ignambia - Isocopris - Ixodina - Janssensantus - Janssensellus - Kheper - Kolbeellus - Krikkenius - Labroma - Larhodius - Latodrepanus - Leotrichillum - Lepanus - Liatongus - Lobidion - Lophodonitis - Macroderes - Macropanelus - Malagoniella - Martinezidium - Megalonitis - Megatharsis - Megathopa - Megathoposoma - Melanocanthon - Mentophilus - Metacatharsius - Milichus - Mimonthophagus - Mnematidium - Mnematium - Monoplistes - Namakwanus - Nanos - Nebulasilvius - Neonitis - Neosaproecius - Neosisyphus - Nesosisyphus - Nesovinsonia - Nitiocellus - Nunoidium - Ochicanthon - Odontoloma - Oficanthon - Oniticellus - Onitis - Onoreidium - Ontherus | - Onthobium - Onthophagus - Onychothecus - Oruscatus - Outenikwanus - Oxysternon - Pachylomera - Pachysoma - Panelus - Paracanthon - Parachorius - Paracryptocanthon - Paragymnopleurus - Paraphacosomoides - Paraphytus - Paroniticellus - Paronitis - Paronthobium - Parvuhowdenius - Peckolus - Pedaria - Pedaridium - Penalus - Pereiraidium - Phaedotrogus - Phalops - Phanaeus - Pinacopodius - Pinacotarsus - Platyonitis - Pleuronitis - Pseudignambia - Pseudocanthon - Pseudochironitis - Pseudocopris - Pseudonthobium - Pseudopedaria - Pseudosaproecius - Pseuduroxys - Pteronyx - Pycnopanelus - Saphobiamorpha - Saphobius - Sarophorus - Sauvagesinella - Scaptocnemis - Scarabaeus - Scatimus - Scatonomus - Scatrichus - Sceliages - Scybalocanthon - Scybalophagus - Silvaphilus - Silvinha - Sinapisoma - Sinodrepanus - Sisyphus - Stiptocnemis - Stiptopodius - Stiptotarsus - Streblopus - Sukelus - Sulcophanaeus - Sylvicanthon - Synapsis - Tanzanolus - Temnoplectron - Tesserodon - Tesserodoniella - Tetraechma - Tetramereia - Theotimius - Thyregis - Tibiodrepanus - Tiniocellus - Tomogonus - Tragiscus - Trichillidium - Trichillum - Tropidonitis - Unidentis - Uroxys - Versicorpus - Vulcanocanthon - Walterantus - Xenocanthon - Xinidium - Yvescambefortius - Zonocopris |